# Step Inside Love
A Step Inside Love egy 1968-as dal, amelyet még Paul McCartney szerzett Cilla Black számára a saját televíziós sorozatának főcímeként.

## Története
A dalt még 1967-ben komponálta McCartney Come Inside Love címen Cilla Black számára. Később 1968. január 30-án, saját TV műsorában mutatta be a dalt, majd március 8-án megjelent kislemezen (ez a 9. helyet érte el) és április 6-án, a Sher-oo! című nagylemezén is szerepelt. Ez a dal az Anthology 3-on megjelent változattal ellentétben 2 perc 15 másodperc hosszúságú. A dalt viszont betiltották Dél-Afrikában, prostitucióra való utalás miatt.
A The Beatles az 1968-as azonos címet viselő albumuk alatt rögzítette, az I Will szám szeptember 16-ai felvételei közben. A Beatles egy egyveleg részeként játszotta le: Step Inside Love, Blue Moon, Los Paranoias, Can You Take Me Back?, The Way You Look Tonight. 
A Step Inside Love felvételei után McCartney egy viccel próbálja oldani a feszültséget, amelyre John Lennon azt a csattanót adja válaszul: Los Paranoias (mely utalás a Los Paraguays együttsere). A szám eredetileg 4 perc hosszúra sikeredett, de egy perc után lekeverik, mert a többi része bolondozásba fordult. A dal ezen változatánál az együttes mindegyik tagja szerzői jogot kapott. Lennon később 1973-as Mind Games alatt utalást tett a dalra, mint Dr. Winston O'Boogie and Los Paranoias.
A dal két változata megjelent az 1996-os Anthology 3 albumon, valamint a Fehér Album 2018-as 50. évfordulós újrakiadásán.

## Közreműködők
Ian MacDonald szerint:
- Paul McCartney – ének, akusztikus gitár
- John Lennon – bongo
- Ringo Starr – claves, shaker

## Fordítás
Ez a szócikk részben vagy egészben  a   Step Inside Love című angol Wikipédia-szócikk fordításán alapul.  Az eredeti cikk szerkesztőit annak laptörténete sorolja fel. Ez a jelzés csupán a megfogalmazás eredetét és a szerzői jogokat jelzi, nem szolgál a cikkben szereplő információk forrásmegjelöléseként.